# Ahmed Radhi
Ahmed Radhi (arabisch أحمد راضي, DMG Aḥmad Rāḍī; * 21. März 1964 in Bagdad; † 21. Juni 2020 ebenda) war ein irakischer Fußballspieler und Politiker.

## Sportliche Karriere
Seine sportliche Karriere begann Radhi bei einigen Jugendsportclubs in der Hauptstadt, ehe er 1982 im Alter von 18 Jahren zum irakischen Erstligisten Al-Zawraa wechselte. Für Al-Zawraa spielte er bis 1985, als er einen Vertrag bei Al-Rasheed, einem von Udai Hussein neu gegründeten Club unterschrieb. Mit Al-Rasheed wurde er zwischen 1986 und 1989 drei Mal in Folge irakischer Meister und gewann 1987 und 1988 den irakischen Pokal.
1989 ging er zurück zu seinem ehemaligen Club Zawraa, 1993–1994 spielte er kurzzeitig bei Al-Wakrah SC in Katar, ehe er zurück zu Zawraa kam und 1999 dort seine aktive Karriere beendete. Mit Al-Zawraa gewann er noch 1991 und 1999 die irakische Meisterschaft und den irakischen Pokal (1991 und 1993).
Außerhalb des Irak gewann Radhi 1985, 1986 und 1987 die Arabische Champions League drei Mal in Folge und erreichte 1989 das Finale des asiatischen Landesmeister-Pokals, in dem Al-Rasheed allerdings gegen Al-Sadd aus Katar verlor.

## Nationalmannschaft
Sein Debüt in der irakischen Nationalmannschaft gab Radhi am 28. April 1983 beim 2:1-Sieg über Ägypten in Kairo und erzielte in diesem Spiel ebenfalls sein erstes Länderspieltor. Mit der irakischen Mannschaft wurde er 1984 und 1988 Gewinner des Golf-Pokals und nahm ebenfalls an den Olympischen Spielen in Seoul teil. Sein größter Erfolg war die Teilnahme an der Fußball-Weltmeisterschaft 1986 in Mexiko, wo er bei der 1:2-Niederlage gegen Belgien den bisher einzigen WM-Treffer des Landes erzielte.
1988 wählte ihn die IFFHS zu Asiens Fußballer des Jahres. Insgesamt bestritt er 73 Länderspiele, in denen er 42 Tore erzielte (hinter Hussain Saeed und Laith Hussein Shihab auf Platz drei der Top-Torschützen des Landes). 1997 bestritt er beim 6:1-Sieg über Pakistan sein letztes Länderspiel.

## Karriereende
Nach dem Ende seiner sportlichen Karriere wurde er Manager bei Al-Zawraa und arbeitete bei der Iraq Football Association. Während der Wahlen vom 15. Dezember 2005 schloss er sich der sunnitischen Irakischen Eintracht an und unterstützte ihre Wahlkampagne. Im Juli 2007 zog er als Nachfolger des zurückgetretenen Abd al-Nasir al-Janabi in das irakische Parlament ein. Seit Oktober 2009 gehörte er der irakischen Nationalbewegung an.
Am 21. Juni 2020 verstarb er in Bagdad an den Folgen einer Erkrankung an COVID-19.